# 가키시마촌
가키시마촌(柿島村)은 도쿠시마현 아와군에 있던 촌이다. 

## 역사
- 1889년 10월 1일 - 정촌제 시행에 의해 2촌의 구역으로 성립하였다.
- 1957년 3월 31일 - 가와시마촌이 분립으로 오아자 가키하라가 이타노군 이치조정과 합병해 이타노군 요시노정이 성립, 오아자 지에지마가 오에군 가모지마정에 편입, 동일 가키시마촌은 폐지되었다.

## 참고문헌
- 角川日本地名大辞典 36 徳島県